# HURRICANE (Leadの曲)
「HURRICANE」（ハリケーン）は、日本の男性4人組ダンスユニットLeadが2011年8月10日に発売した18枚目のシングルである。

## 概要
前作「SPEED STAR★」から約1年ぶりのシングル。
初回盤、通常盤ともに初回生産分のみイベント参加券封入。4種類の初回盤と通常盤の全5種類での発売。ジャケット、3曲目に収録されている楽曲が全て異なる。初回盤4種類のバックデザインを並べると一枚絵になる。価格は前作と同様1500円（税込）であるが、DVDは付いていない。
本作の発売を記念してリリースイベント、プレミアムイベント応募企画、全国ツアー『Lead Upturn 2011 〜Sun×You〜』との連動企画が用意されている。
本作の発売に先駆け、初回盤Aのカップリング曲「アンバランスなKISSをして」の着うたが8月3日に先行配信された。全8パターン全てダウンロードすると、レコチョク限定「ビタースイートフラッシュ待ち受け」全4バージョン（HIROKI ver./SHINYA ver./KEITA ver./AKIRA ver.）がプレゼントされた。

## 収録曲
初回盤A
1. HURRICANE
（作詞：朝本博文、SHINYA / 作曲：朝本博文 / 編曲：本山清治）
2. CAN'T STOP
（作詞：本山清治 / 作曲：Vincent Degiorgio, Johan "Jones" Wetterberg, Jakob Hazell, Svante Halldin, Per Eklund / 編曲：本山清治）
2011年5月11日にレコチョク限定で配信リリースされた楽曲。レコチョク着ムービーチャートでウィークリー1位を獲得[3]。
3. アンバランスなKISSをして
（作詞：山田ひろし / 作曲：高橋ひろ / 編曲：生田真心）
フジテレビ系アニメ『幽☆遊☆白書』の第3期エンディングテーマとして1993年12月17日に発売された高橋ひろの曲のカバー。
4. HURRICANE (Instrumental)
5. アンバランスなKISSをして (Instrumental)

初回盤B
1. HURRICANE
2. CAN'T STOP
3. Sun×You
（作詞：Lead / 作曲：AKIRA / 編曲：）
読みは「サンキュー」。Leadの象徴である「夏＝太陽」と、Leadの大切な「ファンの方々＝あなた」からなるスラング表記で、これまでの感謝を伝えたいというメッセージを込められている。また、「9周年」という意味も隠れている[3]。2011年の全国ツアーのサブタイトルでもある。
4. HURRICANE (Instrumental)
5. Sun×You (Instrumental)

初回盤C
1. HURRICANE
2. CAN'T STOP
3. walk
（作詞：AKIRA、SHINYA / 作曲：AKIRA / 編曲：本山清治）
SHINYAのラップをフィーチャーした新境地[3]。
4. HURRICANE (Instrumental)
5. walk (Instrumental)

初回盤D
1. HURRICANE
2. CAN'T STOP
3. What cha gonna? 【LIVE MIX】
（作詞：Yoko Hiji / ラップ詞：Mr.Blistah / 作曲：山木隆一郎 / 編曲：AKIRA）
2ndアルバム『BRAИD ИEW ERA』収録曲のニュー・ミックス。ライブのみで披露され、ファンからCD化のリクエストが多かった楽曲[3]。
4. HURRICANE (Instrumental)
5. What cha gonna? 【LIVE MIX】 (Instrumental)

通常盤
1. HURRICANE
2. CAN'T STOP
3. 24HRS
（作詞：本山清治 / 作曲：Vincent Degiorgio, Johan "Jones" Wetterberg, Laurence "Woo" Allen / 編曲：本山清治）
2011年3月9日にレコチョク限定で配信リリースされた楽曲。レコチョク着うたチャートでデイリー3位、ウィークリー9位を獲得[3]。
4. HURRICANE (Instrumental)
5. CAN'T STOP (Instrumental)
6. 24HRS (Instrumental)

## 販売形態
| 形態    | 規格番号  | 3曲目                        | 備考                                                                                |
| ------- | --------- | ---------------------------- | ----------------------------------------------------------------------------------- |
| 初回盤A | PCCA-3474 | アンバランスなKISSをして     | 初回生産分のみ共通イベント参加券封入、プレミアムイベント応募券付き（全5形態共通）。 |
| 初回盤B | PCCA-3475 | Sun×You                      | 初回生産分のみ共通イベント参加券封入、プレミアムイベント応募券付き（全5形態共通）。 |
| 初回盤C | PCCA-3476 | walk                         | 初回生産分のみ共通イベント参加券封入、プレミアムイベント応募券付き（全5形態共通）。 |
| 初回盤D | PCCA-3477 | What cha gonna? 【LIVE MIX】 | 初回生産分のみ共通イベント参加券封入、プレミアムイベント応募券付き（全5形態共通）。 |
| 通常盤  | PCCA-3478 | 24HRS                        | 初回生産分のみ共通イベント参加券封入、プレミアムイベント応募券付き（全5形態共通）。 |